# Tibetohrfasan
Der Tibetohrfasan (Crossoptilon harmani) auch Harman-Ohrfasan ist eine Vogelart aus der Familie der Fasanenartigen. Er ist im Südwesten und in der südlichen Mitte Tibets sowie im äußersten Norden von Arunachal Pradesh beheimatet. Die monotypische Art wird bisweilen auch als Unterart des Weißflügel-Ohrfasans angesehen. Da sie aber insgesamt kleiner als letztere Art und in der Färbung sehr konstant ist, ist der Artstatus vermutlich berechtigt. Im Nordosten ihres Verbreitungsgebietes bildet die Art jedoch mit Weißen Ohrfasanen der Unterart drouynii Mischpopulationen. er wurde nach Henry John Harman (1850–1881) bennat.

## Beschreibung
Der Oberkopf ist bis auf den hinteren Scheitel samtschwarz. Kinn, Kehle und ein Stück der vorderen Halspartie sind wie die im Unterschied zu anderen Ohrfasanen nur wenig verlängerten Ohrdecken weiß. Der größte Teil des Körpergefieders ist bläulich aschgrau, auf der Oberseite etwas dunkler und bräunlich überhaucht sowie auf Bürzel und Oberschwanzdecken etwas heller. Die weiße Bauchpartie hebt sich davon mehr oder weniger stark ab. Die Handschwingen sind schwarzbraun, die Armschwingen und Schirmfedern auf der Außenfahne blaugrau und auf der Innenfahne schwarz. Die inneren Armschwingen zeigen zudem einen pupurblauen Glanz. Die Steuerfedern entsprechen denen des Weißen Ohrfasans und sind blauschwarz mit grünem und blauem Glanz.
Die Geschlechter unterscheiden sich nicht. Die Körperlänge liegt bei 720 mm, die des Schwanzes zwischen 457 und 559 mm. Die Flügellänge beträgt zwischen 265 und 306 mm.

## Stimme
Beim Balzruf (Hörbeispiel) handelt es sich um eine laute, über 2 km weit zu hörende, raue Rufreihe, die mit Einzelrufen beginnt und sich dann in einem Crescendo verdichtet.

## Verbreitung
Die Verbreitung des Tibetohrfasans reicht von den Tälern des Brahmaputra und Subansiri in Tibet bis etwa 80 km nördlich von Lhasa sowie ostwärts bis zu den Yigrongbergen. Zudem bewohnt er den äußersten Nordosten des indischen Bundesstaates Arunachal Pradesh.

## Lebensweise
Der Tibetohrfasan bewohnt bewaldetes Hügelland und Gestrüpp aus Zwergrhododendron in Höhen zwischen 3000 und 5000 m. Selten ist er auch in geringeren Höhen bis 2400 m zu beobachten. Außerhalb der Brutzeit ist die Art in Trupps von 5 bis 10 Vögeln anzutreffen, die vor allem morgens und abends auf offenen Flächen nach Nahrung suchen. Die Fortpflanzungszeit liegt im Mai und Juni. Das Gelege besteht aus etwa 9 einheitlich cremefarbenen Eiern von 55 × 42 mm Größe.